# ピラトコミ山
ピラトコミ山（ピラトコミやま）もしくはピラトミ山（ピラトミやま）は、北海道の河西郡中札内村にある標高1,587.5mの山である。山頂には三等三角点「平戸古美」が設置されている。

## 概要
日高山脈中央部の標高1,643m峰から北東方向に伸びる尾根上に位置する山。
山名はアイヌ語が由来とされるが、「pira tokomi（崖・の小山）」や、三角点名の読み方が「ぺとこび」であったことから「ペトゥコピ（川の二股）」など諸説ある。

## 登山
登山道はない。
道道111号を中札内村側から入り進むと幌尻ゲートに到着しそこからは車では通行できない。道道自体は七ノ沢途中まで続いているが、一部崩落箇所がある。道道を降りて七ノ沢を少し歩いてからピラトコミ山北西の尾根に取り付いて山頂へ登る。登山ルートは急登が続く。下山の際は尾根が途中で分岐するため誤った方向に入らないように注意が必要。